# Liste der Baudenkmale in Osten (Oste)
In der Liste der Baudenkmale in Osten (Oste) sind alle Baudenkmale der niedersächsischen Gemeinde Osten im Landkreis Cuxhaven aufgelistet. Die Quelle der Baudenkmale ist der Denkmalatlas Niedersachsen. Der Stand der Liste ist der 25. Dezember 2023.

## Allgemein
In den Spalten befinden sich folgende Informationen:
- Lage: die Adresse des Baudenkmales und die geographischen Koordinaten. Kartenansicht, um Koordinaten zu setzen. In der Kartenansicht sind Baudenkmale ohne Koordinaten mit einem roten Marker dargestellt und können in der Karte gesetzt werden. Baudenkmale ohne Bild sind mit einem blauen Marker gekennzeichnet, Baudenkmale mit Bild mit einem grünen Marker.
- Bezeichnung: Bezeichnung des Baudenkmales
- Beschreibung: die Beschreibung des Baudenkmales. Unter § 3 Abs. 2 NDSchG werden Einzeldenkmale und unter § 3 Abs. 3 NDSchG Gruppen baulicher Anlagen und deren Bestandteile ausgewiesen.
- ID: die Objekt-ID des Baudenkmales
- Bild: ein Bild des Baudenkmales, ggf. zusätzlich mit einem Link zu weiteren Fotos des Baudenkmals im Medienarchiv Wikimedia Commons. Wenn man auf das Kamerasymbol klickt, können Fotos zu Baudenkmalen aus dieser Liste hochgeladen werden:

## Osten
| Lage                                         | Bezeichnung                    | Beschreibung | ID       | Bild           |
| -------------------------------------------- | ------------------------------ | --- | -------- | -------------- |
| Am Markt 53° 41′ 39″ N, 9° 11′ 13″ O         | St. Petri                      | Barocke Saalkirche in Backstein mit dreiseitigem Chorabschluss sowie Mansarddach, quadratischem, dreigeschossigem Westturm mit Knickhelm mit geschweiften Eckgraten und steiler Pyramidenspitze in Schieferdeckung, Raumabschluss durch Holztonne mit Roccaille-Stuckaturen; Ausstattung: Kanzelaltar, zwischen zwei Priechen angeordnet; im EG durchfensterte Priechen entlang der Wände; Orgel von 1746–47 von Johann Leonard Prey, Hamburg; Orgelprospekt 1751 von Jacob Albrecht, Lamstedt. | 31344454 | Weitere Bilder |
| Am Markt 53° 41′ 40″ N, 9° 11′ 12″ O         | St. Petri (Kirchhof)           | Freiraum um die Kirche mit Bäumen gestaltete Grünfläche, die durch die Wurtlage als leicht erhöhtes Geländer erscheint. Seine ovale Ausdehnung ergibt sich durch das Kirchengebäude und den Verlauf der Deichstraße an der Südflanke und durch die die Fläche nach Nordosten bis Nordwesten bogenförmig begrenzende Straße Am Markt. | 31344144 |                |
| Am Markt 1 53° 41′ 40″ N, 9° 11′ 10″ O       | Gasthaus                       | Backsteinbau mit Mansardgiebeldach.von um 1820; heute Wohnhaus | 31344477 |                |
| Am Markt 2 53° 41′ 40″ N, 9° 11′ 11″ O       | Wohnhaus                       | 2-gesch. Fachwerkbau von um 1800, um 1900 2-gesch. Anbau, markantes Ecktürmchen, hofseitiger neuerer 1-gesch. Anbau | 31344526 |                |
| Am Markt 3 53° 41′ 40″ N, 9° 11′ 13″ O       | Wohn-/ Geschäftshaus           | 2-gesch. Backsteinbau von 1908 mit Mansardwalmdach | 31344549 |                |
| Am Markt 5 53° 41′ 39″ N, 9° 11′ 15″ O       | Museum Alte Rektoratsschule    | 2-gesch. Backsteinbau von neun Achsen aus der Mitte des 18. Jhs., mit Einzug der Rektoratsschule erfolgte 1873 ein Umbau | 31344572 |                |
| Deichreihe 1 53° 41′ 43″ N, 9° 11′ 0″ O      | Wohn-/ Wirtschaftsgebäude      | Zweiständer-Hallenhaus in Fachwerk von 1644, um 1900 Seitenwände massiv ersetzt. Fachwerk des Wirtschaftsgiebels original erhalten | 31344165 |                |
| Deichstraße 1 53° 41′ 41″ N, 9° 11′ 1″ O     | Fährhaus                       | Backsteinbau auf der Deichkrone von 1764 | 31344594 |                |
| Deichstraße 6 53° 41′ 40″ N, 9° 11′ 4″ O     | Wohnhaus                       | 2-gesch. Backsteinbau von 1828 (i) | 31344616 |                |
| Deichstraße 7 53° 41′ 41″ N, 9° 11′ 7″ O     | Pfarrhaus                      | Backsteinbau in Zweiständerkonstrukt von 1728, nach Brandschaden 1814 Erneuerung des Dachstuhls und des Wirtschaftsgiebels | 31344638 |                |
| Deichstraße 8 53° 41′ 40″ N, 9° 11′ 5″ O     | Wohnhaus                       | 2-gesch. Backsteinbau von um 1860 | 31344659 |                |
| Deichstraße 10 53° 41′ 40″ N, 9° 11′ 6″ O    | Speicher                       | 3-gesch. Putzbau mit Satteldach von um 1860, heute Wohnhaus | 31344681 |                |
| Deichstraße 14 53° 41′ 39″ N, 9° 11′ 9″ O    | Wohnhaus                       | 1-gesch.Backsteinbau von 1893 mit ausgebautem Drempelgeschoss | 31344703 |                |
| Deichstraße 14 53° 41′ 39″ N, 9° 11′ 9″ O    | Treppenaufgang                 | Gerade, einläufige Backsteintreppe mit sieben Stufen und schmiedeeisernem Geländer, die parallel zur Deichmauer verläuft und an der Straße ansetzt. Errichtet wohl 1893. | 31344725 |                |
| Deichstraße 16 53° 41′ 39″ N, 9° 11′ 9″ O    | Wohnhaus                       | Fachwerkbauvon um 1800, überwiegend massiv ersetzt, mit Mansarddach | 31344767 |                |
| Deichstraße 23 53° 41′ 38″ N, 9° 11′ 16″ O   | Wohnhaus                       | Fachwerkbau , Giebeldreieck des straßenseitigen Giebels kragt hervor, im Kern Wandständerbau aus erster Hälfte 17. Jh., um 1830 verbreitert und massiv verlängert | 31344789 |                |
| Deichstraße 30 53° 41′ 37″ N, 9° 11′ 19″ O   | Wohnhaus                       | Fachwerkbau von 1774 tw. massiv ersetzt, mit straßenseitigem dominierendem Zwerchhaus | 31344855 |                |
| Fährstraße 53° 41′ 40″ N, 9° 11′ 0″ O        | Schwebefähre                   | Fährbauwerk von 1909 über die Oste, Stahlfachwerkkonstruktion aus genieteten Stahlträgern, Fahrgondel und je zwei Stützpfeilern über Betonfundamenten mit Pfahlrostunterbau; Stützweite 80 Meter, Traglast: 18 t ab 1966. Gesamthöhe 38 m , Antrieb mit Elektromotor, 1974 Fährbetrieb eingestellt | 31344877 | Weitere Bilder |
| Fährstraße 1 53° 41′ 42″ N, 9° 11′ 2″ O      | Scheune                        | Backsteinbau in Zweiständerkonstruktion aus der erste Hälfte 19. Jh., Giebeldreiecke senkrecht verbrettert | 31344903 |                |
| Fährstraße 3 53° 41′ 43″ N, 9° 11′ 6″ O      | Wohnhaus                       | Backsteinbau von um 1900 | 31344924 |                |
| Fährstraße 5 53° 41′ 43″ N, 9° 11′ 7″ O      | Hotel                          | 2-gesch Massivbau von 1873 | 31344946 |                |
| Fährstraße 7 53° 41′ 43″ N, 9° 11′ 8″ O      | Wohnhaus                       | 2-gesch. Massivbau von um 1880 | 31344967 |                |
| Fährstraße 8b 53° 41′ 40″ N, 9° 11′ 10″ O    | Speichergebäude mit Motormühle | 3-gesch. Backsteinbau von 1909, Mühlentechnik mit Beförderungsanlage erhalten, heute Kulturmühle Osten | 31344502 |                |
| Fährstraße 18 53° 41′ 43″ N, 9° 11′ 19″ O    | Wohnhaus                       | 2-gesch. Backsteinbau mit Mansarddach von um 1900 | 31344990 |                |
| Lange Straße 20a 53° 41′ 43″ N, 9° 11′ 22″ O | Gefängnisgebäude               | 2-geschossiger Backsteinbau aus den 1870er-Jahren | 31345077 |                |
| Lange Straße 20a 53° 41′ 43″ N, 9° 11′ 21″ O | Mauer                          | Backsteinmauer von ca. 3 m Höhe aus den 1870er-Jahren | 31345121 |                |
| Lange Straße 37 53° 41′ 49″ N, 9° 11′ 36″ O  | Torhaus                        | Fachwerktor mit Pyramidendach von 1830 zusammen mit der Friedhofsanlage gebaut | 31345033 |                |
| Oberkögt 3 53° 44′ 40″ N, 9° 13′ 10″ O       | Deckers Gasthof                | Backstein- und Fachwerkbauten von 1890, südseitig Zwerchhaus auf Holzstützen Fachwerk-Zwerchhaus in den 1940er-Jahren angefügt | 31344186 | BW             |
| Oberkögt 3 53° 44′ 40″ N, 9° 13′ 10″ O       | Deckers Gasthof (Stall)        | Fachwerkbau von 1890, Verbindungsbau von um 1900 | 31344209 | BW             |
| 53° 41′ 39″ N, 9° 11′ 11″ O                  | Ostedeich rechts               | | 31345145 |                |
| Schüttdamm 36 53° 43′ 13″ N, 9° 13′ 41″ O    | Wohn-/ Wirtschaftsgebäude      | Fachwerkbau in Zweiständerkonstruktion mit Backsteinausfachung, Innengerüst von um 1750, Fachwerkbau wohl von um 1840, Mitte 20. Jh. tw. massiv erneuert. | 31344408 | BW             |
| Schüttdamm 36 53° 43′ 13″ N, 9° 13′ 41″ O    | Scheune                        | Fachwerkbau als Zweiständerkonstruktion von um 1840, Innengerüst aus dem 18. Jh., mit Satteldach, Südwestgiebel mit auskragendem Walmdach. | 31344431 | BW             |

### Altendorf
| Lage                                         | Bezeichnung               | Beschreibung | ID       | Bild |
| -------------------------------------------- | ------------------------- | --- | -------- | ---- |
| Altendorf 3 53° 42′ 27″ N, 9° 13′ 42″ O      | Kornscheune               | Holzgefügebau in Zweiständerkonstruktion und Fachwerk von 1663 mit Unterrähmverzimmerung, Außenwände zumeist senkrecht verbrettert    | 31344254 | BW   |
| Altendorf 7 53° 42′ 27″ N, 9° 13′ 42″ O      | Herrenhaus                | Zweigeschossiger klassizistischer Backsteinbau von 1840, Umbauten um 1945                                                             | 31345163 | BW   |
| Altendorf 7 53° 42′ 25″ N, 9° 13′ 38″ O      | Park                      | Große Parkanlage mit alten Baumbestand mit zurückgesetztem Herrenhaus und umlaufender Graft                                           | 31345203 | BW   |
| Altendorf 21 53° 42′ 26″ N, 9° 15′ 0″ O      | Wohn-/ Wirtschaftsgebäude | Fachwerkbau als Zweiständer-Hallenhaus von um 1830                                                                                    | 31344321 | BW   |
| Altendorf 21 53° 42′ 26″ N, 9° 15′ 1″ O      | Scheune                   | Fachwerkbau als Zweiständerkonstruktion aus der erste Hälfte 19. Jh.                                                                  | 31344345 | BW   |
| Obenaltendorf 16 53° 43′ 22″ N, 9° 15′ 28″ O | Schule                    | Backsteinbau von 1899 auf halbhohem Sockel mit Krüppelwalmdach und Satteldach sowie traufseitigem Risalit mit Eingang, heute Wohnhaus | 31345221 | BW   |